# هيو ماكميلان
هيو ماكميلان هو سياسي كندي، ولد في 19 ديسمبر 1839 في Rigaud, Quebec ‏ في كندا، وتوفي في 31 أكتوبر 1895. نشط حزبياً في حزب كندا المحافظ. وقد انتخب عضو مجلس العموم الكندي.